# Сенгерс, Джоанна Левель
Джоанна Мария Хенрика (Аннеке) Левель Сенгерс (4 марта 1929, Амстердам — 28 февраля 2024, Гейтерсберг, Мэриленд) — голландский физик, известная своими работами по критическим состояниям жидкостей. Она ушла из Национального института стандартов и технологий (NIST) в 1994 году, проработав там 31 год. В 2005 году Левель была сопредседателем (вместе с доктором Манджу Шармой) Межакадемического совета в консультативном отчёте «Женщины для науки», опубликованном в июне 2006 года. В настоящее время она сопредседательница программы «Женщины за науку» Межамериканской сети академий наук.

## Образование и карьера
Родилась 4 марта 1929 года в Амстердаме, в Нидерландах. Получила степень кандидата наук (степень бакалавра) по физике и химии в Амстердамском университете в 1950 году и там же защитила докторскую диссертацию в 1958 году. Её диссертация «Измерения сжимаемости аргона в газообразной и жидкой фазе» была защищена совместно с Antonius M. J. F. Michels и Jan de Boer.
Эмигрировала в Соединённые Штаты в 1963 году и присоединилась к Национальному бюро стандартов (позже переименованному в NIST).

## Награды и отличия
В 1990 году Левель Сенгерс стала членом-корреспондентом Королевской академии искусств и наук Нидерландов. В 1992 году Делфтский технологический университет присвоил ей звание почётного доктора. Она член Американского общества инженеров-механиков, Американского физического общества и Американской ассоциации содействия развитию науки а также член Национальной инженерной академии и Национальной академии наук. Она была лауреаткой премии Л’Ореаль-ЮНЕСКО для женщин в науке 2003 года в Северной Америке и лауреаткой премии ASME Ерама С. Тулукиана в 2006 году. В 2015 году программа IANAS «Женщины в науке» объявила, что награда для молодых женщин-учёных будет называться в её честь, Anneke Levelt-Senger Prize (sic).